# Villa Bertelli
Villa Bertelli è una villa della fine dell'Ottocento nella frazione Vittoria Apuana del comune di Forte dei Marmi, in via Mazzini 200.

## Storia
L'edificio fu costruito nel 1896 come sede direzionale della Società italiana prodotti esplodenti (SIPE). Era presente un pontile sul mare collegato alla villa, utilizzato per spedire le mine prodotte dalla società all'estero.
Alla fine della prima guerra mondiale la società affrontò una crisi a causa del crollo della richiesta di mine, e si vide costretta a chiudere i battenti. La sede di Forte dei Marmi fu acquistata nel 1926 da Ilio Bertelli che ne fece un albergo con il nome di Villa Bertelli. Il pontile fu demolito negli anni trenta.
L'attività chiuse nel 1971, e rimase in stato di abbandono per moltissimi anni.
Fu completamente riportata in vita nel 2002 quando il comune di Forte dei Marmi, guidato dall'allora Sindaco Roberto Bertola, acquistò la Villa adibendola a spazio espositivo.